# Viliam Novák
Viliam Novák (* 8. dubna 1933) je bývalý slovenský fotbalový trenér. Mimo ligových angažmá trénoval v Trnavě mládež.

## Trenérská kariéra
- 1977/78 Spartak Trnava
- 1978/79 ZŤS Košice
- 1979/80 ZŤS Košice